# Символы Италии
Государственные символы Италии — это символы, которые используются в Италии, чтобы представить уникальность нации, отражая различные аспекты её культурной жизни и истории.

## Символы
| Изображение | Название                       | Описание | Дата                                     |
| ----------- | ------------------------------ | --- | ---------------------------------------- |
|             | Флаг Италии                    | Флаг состоит из трёх равных вертикальных полос — зелёная (у древка), белая (в центре) и красная (с краю). Имеет пропорции 2:3. | Утверждён 19 июня 1946 г.                |
|             | Герб Италии                    | Был принят вновь образованной Итальянской Республикой 5 мая 1948 года. Хотя его часто называют гербом, технически — это эмблема, поскольку он не был разработан в соответствии с традиционными геральдическими правилами.                                                                  | Утверждён 5 мая 1948 г.                  |
|             | Эмблема Италии                 | Древний символ Италии, означающий защиту нации, известна как Stellone d'Italia. |                                          |
|             | Гимн Италии                    | Среди итальянцев более известен под названием Fratelli d'Italia (Братья Италии). Слова были написаны осенью 1847 года в Генуе 20-летним студентом и патриотом Гоффредо Мамели, в атмосфере народной борьбы за объединение и независимость Италии, которая предвещала войну против Австрии. | Провозглашён гимном с 12 октября 1946 г. |
|             | Национальная пилотажная группа | Пилотажная демонстрационная группа военно-воздушных сил Италии. | Основана в 1961 г.                       |
|             | Национальный памятник          | Монумент в честь первого короля объединённой Италии Виктора Эммануила II, располагается в Риме. | Построен в 1911 г.                       |